# Wang Shujin
Wang Shujin, 王樹金 (cinese), secondo nome Wang Heng Sun (Tientsin, 1904 – Taichung (Taiwan), 8 settembre 1981), è stato un artista marziale cinese.
Wang Shujin nasce nel 1904, sesto figlio di una famiglia di contadini che vive in un villaggio a circa 32 km a Tianjin nel nord della Cina. Mentre i suoi fratelli sono contenti di lavorare in campagna, vuole essere parte di un mondo più grande, per questo, con il permesso dei genitori, all'età di 14 anni lascia la casa paterna e va a Tianjin in cerca di fama e fortuna. Qui trova lavoro come apprendista presso una compagnia internazionale di commercio.
Fin dal suo arrivo a Tianjin il giovane Shujin incomincia a cercare di istruirsi sulle arti marziali e alla religione, a detta di chi lo ha conosciuto è “ un uomo di taglia impressionante e di una forza fisica mai vista”.
Casualmente, un giorno, uno studente senior del famoso maestro d'arti marziali Zhang Zhaodong (Zhang Zankui) va nel posto dove Shujin lavora, questa opportunità d'incontro porta il giovane a studiare con il famoso insegnante e diventare il più famoso interprete della corrente di stili interni detta Zhong Nan di Ba Gua Zhang e il Xing Yi Chuan.
Nel 1923, all'età di 18, Wang entra nella famosa scuola di Zhang Zhaodong  per studiare il Ba gua e lo Xingyi (Hsing I) (Zang Zhankui 1860-1940, terza generazione di studenti di Dong Haichuan ).
Iniziò i suoi studi nello Xingyiquan e nel Baguazhang all'età di 18 anni con famoso maestro Zhang Zhaodong (secondo nome Zhang Zhankui), con cui praticò fino al 1940 anno della morte del maestro Zhang.
Dal 1929 al 1930 Shujin studia Ba Gua Zhang sotto “l'insegnante zio adulto” Xiao Haibo,  che aveva più di 90 annie aveva praticato per più di 50 anni nelle montagne dello Sichuan dello Hebei.
Nel 1934 studia uno stile di zhazhuang ‘, meditazione in piedi sul posto, sotto “l'insegnante zio giovane”  Wang Xianzhai (presumibilmente Wang Xiangzhai 1890-1963, fondatore del Dachengquan)
Negli anni successivi Shujin diviene vegetariano, pratica la meditazione, il buddismo e nel tempo libero, dopo gli affari, pratica la boxe.
Nell'estate del 1948, Wang, passando per Shangai fugge assieme alla sua Maestra Spirituale Sun Suzhen a Taiwan dove costituisce il Cheng Ming Goushuguan “Accademia delle abilità della chiara sincerità nazionale”, insegnando Xingyi (Hsing I), ba gua e più tardi taiji quan.

## La forma 100 del Taiji di sintesi
Non si hanno notizie certe su come venne redatta questa forma moderna di Taiji Quan, secondo recenti ricerche risale direttamente dalla Forma di Nanchino, o della Sintesi Ortodossa, definita negli anni antecedenti alla occupazione giapponese della Cina da una commissione di Maestri appartenenti a vari stili tra cui Yang, Chen, Sun, Wu ,e Wu piccolo. Con l'ingresso della Repubblica di Cina tra le nazioni facenti parte delle moderne olimpiadi è chiara intenzione da parte delle istituzioni nazionaliste di comporre una sequenza adatta a promuovere la cultura fisica con attività calisteniche alternative. In seguito alla disfatta del partito Nazionalista e della conseguente fuga verso Taiwan, la forma di sintesi divenne vanto e simbolo del governo in esilio. In questa ottica venne istituita una commissione presieduta dal famoso Maestro Chen Pan Ling, che dalla fine degli anni 50 probabilmente insegnò la forma 99 della sintesi autentica al Maestro WANG Shujin che in seguito la personalizzò con elementi fondamentali dello Hsing I Quan e del Bagua Zhang propri del suo repertorio.
Gli insegnamenti del Maestro Wang Shujin sono attualmente trasmessi dall'unico depositario dell'arte il Maestro Wang Fu Lai.
La International Cheng Ming Martial Arts Association, Con sede a Taiwan è diretta dalla Maestra Huang Su Chun.
In Europa la scuola è rappresentata dalla associazione Cheng Ming Europe, dalla Cheng Ming Italy Stilinterni e da altre scuole ad esse associate. Le branche riconosciute sono dirette unicamente da discepoli diretti del Maestro Wang Fu Lai